# ARexx
ARexx — це реалізація мови Rexx для персональних комп'ютерів Amiga, написана у 1987 році Вільямом С. Хоузом, що включає, окрім стандартних засобів REXX, низку специфічних для Amiga можливостей. Як і більшість реалізацій REXX, ARexx є інтерпретованою мовою . Програми, написані для ARexx, називаються "скриптами" або "макросами"; кілька програм передбачають можливість запускати сценарії ARexx у своєму основному інтерфейсі як макроси.

## Зовнішні посилання
- Підручник з ARexx
- Довідка про команди та функції
- Інструмент дизайну